# Charles Gouters
Charles Gouters (Liek, 21 augustus 1867 - Vivegnis, 4 oktober 1917) was een Belgisch volksvertegenwoordiger.

## Levensloop
Beroepshalve timmerman, stichtte hij in 1894 een vereniging van arbeiders in zijn dorp Liek (Frans: Oleye). Dit was het begin van de socialistische activiteit in de streek van Borgworm.
In 1900 werd hij verkozen tot socialistisch volksvertegenwoordiger voor het arrondissement Hoei-Borgworm en vervulde dit mandaat tot in 1904.